# Kalevi Oikarainen
Kalevi Oikarainen   (Kuusamo, 27 d'abril de 1936 - Kuusamo, 14 d'agost de 2020) fou un esquiador de fons finlandès que va competir entre les dècades de 1950 i 1970.
El 1968 va prendre part als Jocs Olímpics d'Hivern de Grenoble, on va disputar tres proves del programa d'esquí de fons. Formant equip amb Hannu Taipale, Kalevi Laurila i Eero Mäntyranta guanyà la medalla de bronze en la prova del relleu 4x10 quilòmetres, mentre en els 30 quilòmetres fou setè i en els 15 quilòmetres desè. Quatre anys més tard, als Jocs de Sapporo, disputà, sense sort, la cursa dels 50 quilòmetres.
En el seu palmarès també destaquen dues medalles al Campionat del món d'esquí nòrdic, de plata el 1966 en el relleu 4x10 quilòmetres i d'or el 1970 en els 50 quilòmetres. Gràcies a aquest triomf fou escollit com a atleta finlandès de l'any 1970.< El 1959 guanyà la cursa dels 15 quilòmetres al Festival d'esquí de Holmenkollen. A nivell nacional va guanyar catorze títols finlandesos: dos en els 15 quilòmetres (1961 i 1965), un en els 30 quilòmetres (1971), dos en els 50 quilòmetres (1970 i 1972) i nou en el relleu (1959, 1967 a 1973 i 1975).